# Le Piège (film, 1979)
Pour plus de détails, voir Fiche technique et Distribution.
Le Piège (Tourist Trap) est un film américain réalisé par David Schmoeller, sorti en 1979.

## Synopsis
Un week-end entre quatre amis se transforme en cauchemar quand ils rencontrent un tueur psychopathe doté de pouvoirs de télékinésie dans un petit musée.

## Fiche technique
- Titre : Le Piège
- Titre original : Tourist Trap
- Réalisation : David Schmoeller
- Scénario : J. Larry Carroll et David Schmoeller
- Production : Leonard Baker, Charles Band, J. Larry Carroll et Irwin Yablans
- Société de production : Charles Band Productions
- Musique : Pino Donaggio
- Photographie : Nicholas Josef von Sternberg
- Montage : Ted Nicolaou (en)
- Décors : Robert A. Burns (en)
- Costumes : Christine Boyar
- Pays d'origine : États-Unis
- Format : Couleurs - 1,85:1 - Mono - 35 mm
- Genre : Horreur
- Durée : 90 minutes
- Dates de sortie : 16 mars 1979 (États-Unis), 30 avril 1980 (France)
- Film interdit aux moins de 16 ans lors de sa sortie en France. Interdit aux moins de 12 ans aujourd'hui

## Distribution
- Chuck Connors (VF : Claude Bertrand) : Mr Slausen
- Jocelyn Jones (VF : Sylvie Feit) : Molly
- Jon Van Ness (VF : Patrick Poivey) : Jerry
- Robin Sherwood (VF : Annie Balestra) : Eileen
- Tanya Roberts (VF : Francine Lainé) : Becky
- Dawn Jeffory (VF : Maïk Darah) : Tina
- Keith McDermott (VF : Jean Barney) : Woody
- Shailar Coby : Davey
- Linnea Quigley : un mannequin
- Arlecchino : un mannequin
- Victoria Richart : un mannequin
- Millie Dill : un mannequin
- Albert Band : le grand-père

## Autour du film
- Ron Underwood, qui réalisa par la suite Tremors (1990) ou Drôles de fantômes (1993), était assistant réalisateur sur le film.
- Les parents de Mr Slausen dans le film sont interprétés par les parents du réalisateur David Schmoeller, tandis que le mannequin qui donne à boire au premier rôle féminin est en réalité la femme du cinéaste.
- Stephen King considère ce film d'horreur comme l'un de ses préférés.